# Delray Beach International Tennis Championships 2012 - Qualificazioni singolare
Le qualificazioni del singolare  del Delray Beach International Tennis Championships 2012 sono state un torneo di tennis preliminare per accedere alla fase finale della manifestazione. I vincitori dell'ultimo turno sono entrati di diritto nel tabellone principale. In caso di ritiro di uno o più giocatori aventi diritto a questi sono subentrati i lucky loser, ossia i giocatori che hanno perso nell'ultimo turno ma che avevano una classifica più alta rispetto agli altri partecipanti che avevano comunque perso nel turno finale.

## Teste di serie
1. Vasek Pospisil (primo turno)
2. Bobby Reynolds (secondo turno)
3. Izak van der Merwe (secondo turno)
4. Jesse Levine (Wild Card)

1. James Ward (primo turno)
2. Marinko Matosevic (qualificato)
3. Michael Yani (qualificato)
4. Greg Jones (ritirato)

### Qualificati
1. Marinko Matosevic
2. Michael Yani

1. Austin Krajicek
2. Tim Smyczek

## Tabellone

### Legenda
| - Q = Qualificato - WC = Wild card - LL = Lucky loser | - ALT = Alternate - SE = Special Exempt - PR = Protected Ranking | - w/o = Walkover - r = Ritirato - d = Squalificato |

### Sezione 1
|  | Primo turno  | Primo turno       | Primo turno       | Primo turno | Primo turno |  |  | Secondo turno     | Secondo turno     | Secondo turno     | Secondo turno     | Secondo turno     |   |   | Ultimo turno | Ultimo turno | Ultimo turno | Ultimo turno | Ultimo turno |  |
|  |              |                   |                   |             |             |  |  |                   |                   |                   |                   |                   |   |   |              |              |              |              |              |  |
|  | 1            | Vasek Pospisil    | 2                 | 6           | 4           |  |  |                   |                   |                   |                   |                   |   |   |              |              |              |              |              |  |
|  |              | Benjamin Balleret | 6                 | 3           | 6           |  |  | Benjamin Balleret | Benjamin Balleret | 7                 | 2                 | 2                 |   |   |              |              |              |              |              |  |
|  | Frank Moser  | Frank Moser       | Frank Moser       | 2           | 4           |  |  | Robert Farah      | Robert Farah      | 5                 | 6                 | 6                 |   |   |              |              |              |              |              |  |
|  | Robert Farah | Robert Farah      | Robert Farah      | 6           | 6           |  |  |                   |                   |                   |                   |                   |   |   |              | Robert Farah | Robert Farah | 5            | 1            |  |
|  | Ty Trombetta | Ty Trombetta      | Ty Trombetta      | 5           | 0           |  |  |                   |                   | 6                 | Marinko Matosevic | Marinko Matosevic | 7 | 6 |              |              |              |              |              |  |
|  | Blake Strode | Blake Strode      | Blake Strode      | 7           | 6           |  |  |                   | Blake Strode      | Blake Strode      | 1                 | 62                |   |   |              |              |              |              |              |  |
|  |              | Denis Zivkovic    | Denis Zivkovic    | 1           | 3           |  |  | 6                 | Marinko Matosevic | Marinko Matosevic | 6                 | 7                 |   |   |              |              |              |              |              |  |
|  | 6            | Marinko Matosevic | Marinko Matosevic | 6           | 6           |  |  |                   |                   |                   |                   |                   |   |   |              |              |              |              |              |  |

### Sezione 2
|  | Primo turno    | Primo turno        | Primo turno        | Primo turno | Primo turno |  |  | Secondo turno | Secondo turno  | Secondo turno  | Secondo turno | Secondo turno |   |   | Ultimo turno | Ultimo turno | Ultimo turno | Ultimo turno | Ultimo turno |  |
|  |                |                    |                    |             |             |  |  |               |                |                |               |               |   |   |              |              |              |              |              |  |
|  | 2              | Bobby Reynolds     | Bobby Reynolds     | 6           | 6           |  |  |               |                |                |               |               |   |   |              |              |              |              |              |  |
|  |                | Stefano Ianni      | Stefano Ianni      | 4           | 4           |  |  | 2             | Bobby Reynolds | Bobby Reynolds | 0             | 1             |   |   |              |              |              |              |              |  |
|  | Miša Zverev    | Miša Zverev        | Miša Zverev        | 6           | 6           |  |  |               | Miša Zverev    | Miša Zverev    | 6             | 6             |   |   |              |              |              |              |              |  |
|  | Olivier Sajous | Olivier Sajous     | Olivier Sajous     | 2           | 2           |  |  |               |                |                |               |               |   |   |              | Miša Zverev  | 6            | 6            | 5            |  |
|  | WC             | Michail Elgin      | Michail Elgin      | 6           | 6           |  |  |               |                | 7              | Michael Yani  | 7             | 3 | 7 |              |              |              |              |              |  |
|  |                | Vladimir Obradović | Vladimir Obradović | 4           | 1           |  |  | WC            | Michail Elgin  | 6              | 6             | 65            |   |   |              |              |              |              |              |  |
|  |                | Darian King        | Darian King        | 2           | 4           |  |  | 7             | Michael Yani   | 7              | 3             | 7             |   |   |              |              |              |              |              |  |
|  | 7              | Michael Yani       | Michael Yani       | 6           | 6           |  |  |               |                |                |               |               |   |   |              |              |              |              |              |  |

### Sezione 3
|  | Primo turno      | Primo turno        | Primo turno     | Primo turno | Primo turno |  |  | Secondo turno   | Secondo turno      | Secondo turno   | Secondo turno   | Secondo turno |   |   | Ultimo turno    | Ultimo turno    | Ultimo turno | Ultimo turno | Ultimo turno |  |
|  |                  |                    |                 |             |             |  |  |                 |                    |                 |                 |               |   |   |                 |                 |              |              |              |  |
|  | 3                | Izak van der Merwe | 6               | 3           | 7           |  |  |                 |                    |                 |                 |               |   |   |                 |                 |              |              |              |  |
|  |                  | Carsten Ball       | 4               | 6           | 64          |  |  | 3               | Izak van der Merwe | 6               | 3               | 4             |   |   |                 |                 |              |              |              |  |
|  | Phillip Simmonds | Phillip Simmonds   | 7               | 4           | 3           |  |  |                 | Austin Krajicek    | 3               | 6               | 6             |   |   |                 |                 |              |              |              |  |
|  | Austin Krajicek  | Austin Krajicek    | 5               | 6           | 6           |  |  |                 |                    |                 |                 |               |   |   | Austin Krajicek | Austin Krajicek | 3            | 7            | 6            |  |
|  |                  | Artem Sitak        | Artem Sitak     | 6           | 7           |  |  |                 |                    | Nicholas Monroe | Nicholas Monroe | 6             | 6 | 3 |                 |                 |              |              |              |  |
|  | WC               | Sekou Bangoura     | Sekou Bangoura  | 2           | 68          |  |  | Artem Sitak     | Artem Sitak        | 6               | 2               | 3             |   |   |                 |                 |              |              |              |  |
|  |                  | Nicholas Monroe    | Nicholas Monroe | 6           | 7           |  |  | Nicholas Monroe | Nicholas Monroe    | 4               | 6               | 6             |   |   |                 |                 |              |              |              |  |
|  | 5                | James Ward         | James Ward      | 2           | 65          |  |  |                 |                    |                 |                 |               |   |   |                 |                 |              |              |              |  |

### Sezione 4
|  | Primo turno | Primo turno       | Primo turno      | Primo turno | Primo turno |  |  | Secondo turno     | Secondo turno     | Secondo turno     | Secondo turno | Secondo turno |      |   | Ultimo turno | Ultimo turno | Ultimo turno | Ultimo turno | Ultimo turno |  |
|  |             |                   |                  |             |             |  |  |                   |                   |                   |               |               |      |   |              |              |              |              |              |  |
|  | ALT         | Patrick Davidson  | Patrick Davidson | 5           | 1           |  |  |                   |                   |                   |               |               |      |   |              |              |              |              |              |  |
|  | WC          | Dennis Lajola     | Dennis Lajola    | 7           | 6           |  |  | WC                | Dennis Lajola     | Dennis Lajola     | 3             | 1             |      |   |              |              |              |              |              |  |
|  | Haydn Lewis | Haydn Lewis       | Haydn Lewis      | 4           | 4           |  |  |                   | Tim Smyczek       | Tim Smyczek       | 6             | 6             |      |   |              |              |              |              |              |  |
|  | Tim Smyczek | Tim Smyczek       | Tim Smyczek      | 6           | 6           |  |  |                   |                   |                   |               |               |      |   | Tim Smyczek  | Tim Smyczek  | Tim Smyczek  | 7            | 6            |  |
|  | WC          | Matt Bocko        | 6                | 3           | 2           |  |  |                   |                   | Jack Sock         | Jack Sock     | Jack Sock     | 6(1) | 2 |              |              |              |              |              |  |
|  |             | Jean-René Lisnard | 4                | 6           | 6           |  |  | Jean-René Lisnard | Jean-René Lisnard | Jean-René Lisnard | 2             | 4             |      |   |              |              |              |              |              |  |
|  |             | Jack Sock         | 6                | 6           | 7           |  |  | Jack Sock         | Jack Sock         | Jack Sock         | 6             | 6             |      |   |              |              |              |              |              |  |
|  | ALT         | Reid Carleton     | 7                | 3           | 62          |  |  |                   |                   |                   |               |               |      |   |              |              |              |              |              |  |